# Ingrid Caven
Ingrid Caven am Bochumer Schauspielhaus 1972

Link zum Bild

Ingrid Caven, bürgerlicher Name Ingrid Fassbinder, geborene Ingrid Schmidt anhörenⓘ(* 3. August 1938 in Saarbrücken), ist eine deutsche Chanson-Sängerin und Schauspielerin, die mit dem Regisseur Rainer Werner Fassbinder verheiratet war.

## Leben
Ingrid Caven ist Tochter eines Saarbrücker Zigarettenhändlers. Sie wuchs in einem musikalischen Elternhaus auf, ihre Schwester war die Mezzosopranistin Trudeliese Schmidt (1941–2004). In ihrer Jugendzeit sang sie gern Lieder von „Schumann, Schubert, Brahms, Hugo Wolf [und] später Kurt Weill“. Nach einem Studium der Kunstgeschichte, Germanistik und Pädagogik arbeitete sie als Lehrerin.
Im Jahr 1967 wurde sie bei der Aufführung eines Stückes von Peer Raben in einem Münchner Varietétheater von Rainer Werner Fassbinder unter den Zuschauern entdeckt. Caven stand fortan in etwa 20 seiner Filmen vor der Kamera, wenn auch teilweise nur in Nebenrollen; bei Händler der vier Jahreszeiten war sie seine Produktionsleiterin. Caven und Fassbinder waren von 1970 bis 1972 miteinander verheiratet.
Caven trat in rund 50 Spiel- und Fernsehfilmen auf, unter anderem von den Regisseuren Daniel Schmid, Werner Schroeter und Dani Levy. Neben Fassbinder wurde sie auch für Schmid zur künstlerischen Muse und spielte in fünf seiner Filme, darunter in La Paloma (1974) die Verkörperung einer Einheit von Liebe, Traum und Tod. Mit diesem Melodram, in dem sie eine Nachtklubsängerin namens La Paloma darstellte, wurde sie international bekannt.
Im Jahr 1970 erhielt sie gemeinsam mit dem weiblichen Ensemble des antiteaters, zu dem auch Hanna Schygulla und Irm Hermann gehörten, den Bundesfilmpreis als beste Darstellerin. Elf Jahre später wurde sie für ihr Porträt einer alten gedemütigten Schaustellerin in dem Drama Looping von Walter Bockmayer und Rolf Bührmann mit dem Filmband in Gold ausgezeichnet.
Caven zog 1978 nach Paris, feierte seitdem als Chansonsängerin Bühnenerfolge und wurde zuweilen mit Diven wie Édith Piaf, Marlene Dietrich und Greta Garbo verglichen. Bei ihren Auftritten sorgte auch ihr von Yves Saint Laurent entworfenes Bühnenkleid aus schwarzem Samt für Aufsehen. Ihr Repertoire bestand vor allem aus Kompositionen von Peer Raben zu Texten von Raben selbst, von Fassbinder, Wolf Wondratschek, Hans Magnus Enzensberger, Jean-Jacques Schuhl und anderen. Das französische Publikum schätzt ihrer Ansicht nach vor allem ihre Art, Chansons „wie deutsche Lieder“ zu singen, d. h. in der Tradition des romantischen Kunstlieds des 19. Jahrhunderts.
Caven lebt in Saint-Germain-des-Prés in Paris mit dem französischen Schriftsteller Jean-Jacques Schuhl, der für seinen Roman Ingrid Caven im Jahr 2000 den Prix Goncourt erhielt. Im selben Jahr wirkte Caven in Rosa von Praunheims Film Für mich gab’s nur noch Fassbinder mit.
2007 kritisierte Caven in einem Interview in der Wochenzeitung Die Zeit Juliane Lorenz und die von dieser geleitete Rainer Werner Fassbinder Foundation wegen des Ausschlusses des Fassbinder-„Clans“ von der Darstellung und Deutung der Lebensgeschichte des Regisseurs. Caven bestritt in diesem Zusammenhang Lorenz’ Behauptung, mit Fassbinder verheiratet gewesen und damit seine legitime Witwe zu sein; dies habe offenbar dazu gedient, sich vor Fassbinders Mutter als Geschäftsführerin der Stiftung zu legitimieren. Lorenz halte fast alle ehemaligen Fassbinder-Vertrauten fern, „die um dieses Lügengespinst wissen“, und betreibe einen Geniekult, der dem kollaborativen Zusammenwirken Fassbinders und seiner Mitarbeiter widerspreche. Der Kameramann Michael Ballhaus, der wie Caven, Raben, Günther Kaufmann u. a. mehrere Jahre mit dem Regisseur gearbeitet hatte, bestätigte die Behauptung einer „Ausradierung“ der Bedeutung des Fassbinder-Clans durch Lorenz.
Ingrid Caven spielte 2010 die Hauptrolle in dem Musikvideo Im Zweifel für den Zweifel der Hamburger Gruppe Tocotronic, deren Konzerte seit 2005 mit dem Abspielen des Chansons Die großen weißen Vögel aus Cavens Album Der Abendstern enden.
2018 spielte Caven an der Volksbühne Berlin an der Seite von Helmut Berger in Albert Serras Stück Liberté eine gealterte Herzogin der Barockzeit. In der portugiesischen Musil-Verfilmung Die Portugiesin (2018, Regie: Rita Azevedo Gomes) spielte sie eine Nebenrolle und rezitierte u. a. Gedichte von Walter von der Vogelweide auf Deutsch.
Am 22. Februar 2025 trat sie mit der Gruppe Les Molforts im Pariser Théâtre des Bouffes du Nord auf.

## Filmografie (Auswahl)
- 1969: Liebe ist kälter als der Tod
- 1970: Götter der Pest
- 1970: Warum läuft Herr R. Amok?
- 1970: Der amerikanische Soldat
- 1971: Rio das Mortes
- 1971: Warnung vor einer heiligen Nutte
- 1972: Händler der vier Jahreszeiten
- 1972: Adele Spitzeder
- 1972: Ludwig – Requiem für einen jungfräulichen König
- 1972: Heute Nacht oder nie
- 1972: Der Tod der Maria Malibran
- 1972: Zahltag
- 1973: Die Zärtlichkeit der Wölfe
- 1973: Welt am Draht
- 1974: 1 Berlin-Harlem
- 1974: La Paloma
- 1974: Meine kleinen Geliebten (Mes petites amoureuses)
- 1975: Das Spiel mit dem Feuer (Le jeu avec le feu)
- 1975: Faustrecht der Freiheit
- 1975: Mutter Küsters’ Fahrt zum Himmel
- 1975: Angst vor der Angst (Fernsehfilm)
- 1975: Schatten der Engel
- 1976: Satansbraten
- 1976: Nea – Ein Mädchen entdeckt die Liebe (Néa)
- 1976: Goldflocken
- 1977: Violanta
- 1978: Despair – Eine Reise ins Licht
- 1978: In einem Jahr mit 13 Monden
- 1980: Narziss und Psyche (Nárcisz és Psyché)
- 1980: Looping
- 1981: Malou
- 1981: Der Mond ist nur a nackerte Kugel
- 1981: Heute spielen wir den Boß – Wo geht’s denn hier zum Film?
- 1981: Tag der Idioten
- 1982: Dirty Daughters – Die Hure und der Hurensohn
- 1982: Vorstadt-Tango
- 1983: Die Krimistunde (Fernsehserie, Folge 7, Episode: "Die Dame und der Jüngling")
- 1983: Die wilden Fünfziger
- 1986: L’Araignée de satin
- 1987: Des Teufels Paradies
- 1987: Verbieten verboten
- 1992: Zwischensaison (Hors saison)
- 1993: Meine liebste Jahreszeit (Ma saison préférée)
- 1995: Stille Nacht – Ein Fest der Liebe
- 1999: Die wiedergefundene Zeit (Le Temps retrouvé)
- 2006: Deep Frozen (Deepfrozen)
- 2008: 35 Rum
- 2008: Weitertanzen
- 2016: Belle Dormant
- 2018: Suspiria
- 2018: Die Portugiesin (A Portuguesa)

## Diskografie

### Alben
- Au Pigall’s (1978 LP bei Barclay, Live in Paris, 2001 auf CD bei Barclay wiederveröffentlicht)
- Der Abendstern (1979 LP bei RCA, 1999 auf CD bei Viellieb Rekords wiederveröffentlicht)
- Live in Hamburg (1980 LP bei RCA, Konzert im Audimax Hamburg, 9. Mai 1980)
- Erinnerungen an Édith Piaf (1983 LP bei RCA, Chansons von Édith Piaf mit deutschen Texten)
- Spass (1986 LP bei Schariwari)
- Chante Piaf ‘En Public’ (1989 LP bei Clever, Aufnahme 1988, Live im Théâtre de l’Athénée-Louis-Jouvet, Paris, 2001 auf CD bei Fpr Music wiederveröffentlicht.)
- Chambre 1050 (1996 CD bei Arcade, 2000 CD bei Tricatel, 13 Titel von Helle Nacht auf Französisch)
- Helle Nacht (1998 CD bei Viellieb Rekords, 16 Titel)
- Heidschi Bumbeidschi, 16 moments de ma vie (2025 CD bei Tricatel)

### Singles
- Cette chose molle / Les goélands (1980 bei RCA.)
- Beim letzten Tango / Lilli und Hans-Otto (1981 bei RCA, aus dem Fernseh-Film Vorstadt-Tango.)

### Filmmusik
- Chansons und Themen aus Fassbinder-Filmen (1994 CD bei Alhambra, enthält drei Caven-Titel aus dem Film Mutter Küsters Fahrt zum Himmel, 1975.)
- Hors saison (1993 in Japan veröffentlichte CD des Films Zwischensaison (Hors saison), enthält sechs von Ingrid Caven interpretierte Titel.)

## Auszeichnungen (Auswahl)
- 1970: Bundesfilmpreis als Beste Darstellerin
- 1981: Filmband in Gold für Looping
- 2001: Chevalier des Arts et des Lettres
- 2011: Commandeur des Arts et des Lettres

## Dokumentarfilme
- Für mich gab’s nur noch Fassbinder – Die glücklichen Opfer des Rainer Werner Fassbinder. Dokumentarfilm, Deutschland 2000, 95 Min., Buch und Regie: Rosa von Praunheim, Produktion: ZDF, ARTE.
- Ein Leben, ein Roman. Die Saarländerin Ingrid Caven. Dokumentarfilm, Deutschland, 2001, 29:40 Min., Buch und Regie: Hans Emmerling, Produktion: Saarländischer Rundfunk, Inhaltsangabe der ARD.
- In Memoriam Daniel Schmid Werner Schroeter. Dokumentarfilm, Frankreich, 2010, 72 Min., Buch und Regie: Gérard Courant, Produktion: Les Amis de Cinématon.[13]
- Petite intrusion dans l’univers incandescent de Werner Schroeter. Dokumentarfilm, Frankreich, 2010, 83 Min., Buch und Regie: Gérard Courant, Produktion: Les Amis de Cinématon, L’Harmattan.[14]